# Fine and Mellow (альбом)
Fine and Mellow (с англ. — «Изящный и нежный») — сорок третий студийный альбом американской джазовой певицы Эллы Фицджеральд, записанный в 1974 году и выпущенный на лейбле Pablo Records в 1979. У альбома также есть подзаголовок — «Ella Fitzgerald Jams» (с англ. — «Элла Фицджеральд играет джем»), запись представляет собой своеобразный возврат к истокам, когда певица принимала участие в джем-сейшнах и выступала в рамках концертов «Jazz at the Philharmonic» в 1940-е и 1950-е годы.
На 22-й церемонии «Грэмми» пластинка принесла Фицджеральд победу в номинации «Лучший джазовый вокальный альбом».

## Список композиций
| №                   | Название                                     | Текст песни         | Музыка                      | Длительность |
| ------------------- | -------------------------------------------- | ------------------- | --------------------------- | ------------ |
| 1.                  | «Fine and Mellow»                            | Билли Холидей       | Билли Холидей               | 6:05         |
| 2.                  | «I’m Just a Lucky So-and-So»                 | Мэк Дэвид           | Дюк Эллингтон               | 6:35         |
| 3.                  | «I Don’t Stand a Ghost of a Chance with You» | Бинг Кросби         | Виктор Янг                  | 5:01         |
| 4.                  | «Rockin’ in Rhythm»                          | Ирвинг Миллс        | Дюк Эллингтон, Гарри Кэрни  | 6:00         |
| 5.                  | «I’m in the Mood for Love»                   | Дороти Филдс        | Джимми Макхью               | 3:15         |
| 6.                  | «’Round Midnight»                            | Берни Ханиген       | Кути Уильямс, Телониус Монк | 4:37         |
| 7.                  | «I Can’t Give You Anything But Love»         | Дороти Филдс        | Джимми Макхью               | 4:10         |
| 8.                  | «The Man I Love»                             | Айра Гершвин        | Джордж Гершвин              | 6:45         |
| 9.                  | «Polka Dots and Moonbeams»                   | Джонни Бёрк         | Джимми Ван Хейзен           | 5:03         |
| Общая длительность: | Общая длительность:                          | Общая длительность: | Общая длительность:         | 47:31        |

## Участники записи
- Элла Фицджеральд — вокал.
- Гарри Эдисон, Кларк Терри — труба.
- Зут Симс, Эдди Дэвис — саксофон.
- Джо Пасс — гитара.
- Томми Флэнаган — фортепиано.
- Рэй Браун — контрабас.
- Луи Беллсон — барабаны.